# Ivan Rendić

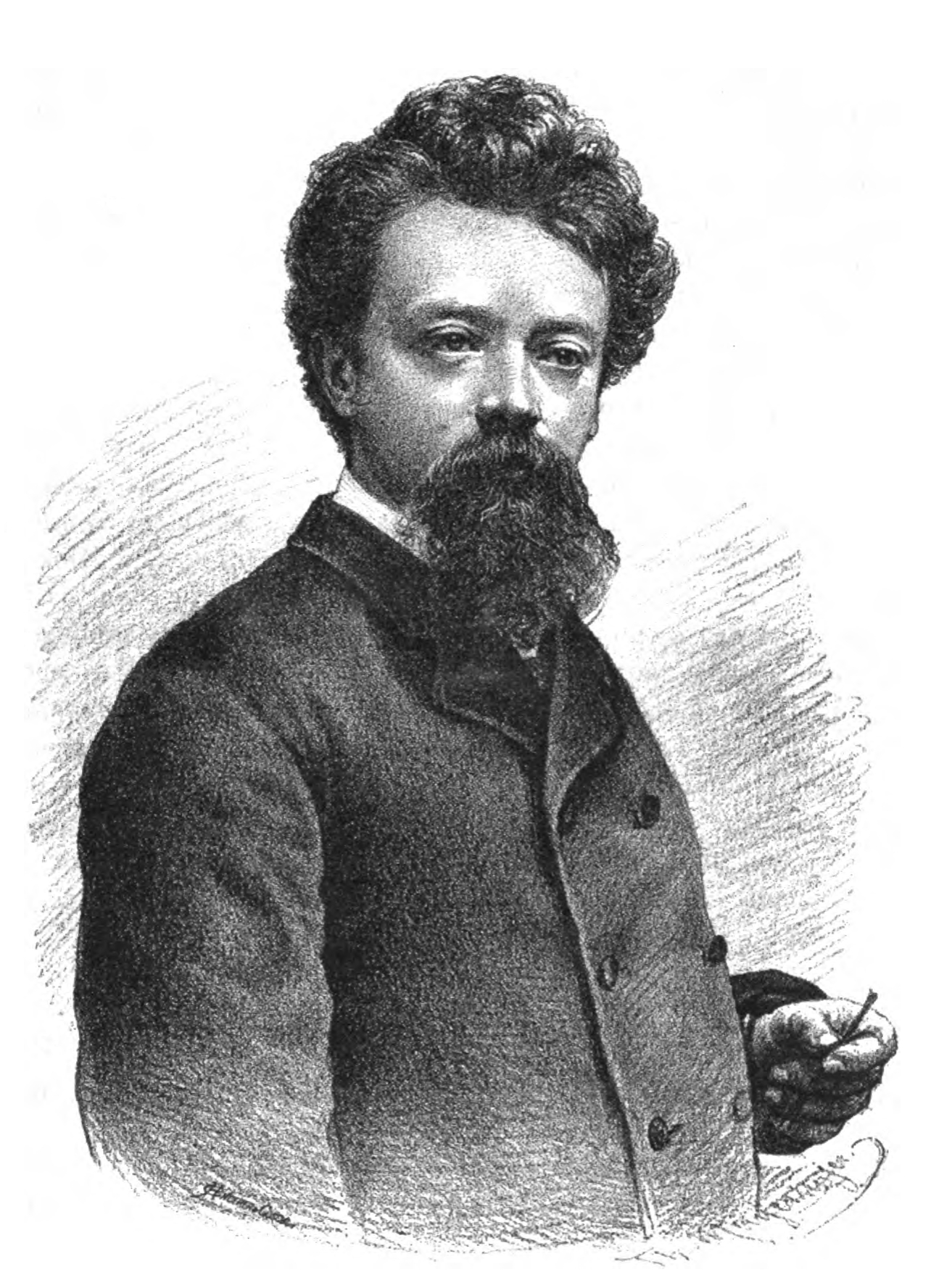
Ivan Rendić
(Theodor Mayerhofer, 1885)

Ivan Rendić (* 27. August 1849 in Imotski, Kaisertum Österreich; † 29. Juni 1932 in Split, Königreich Jugoslawien) war ein österreich-ungarischer und jugoslawischer Bildhauer kroatischer Herkunft.
Seine bekanntesten Werke sind öffentliche Denkmäler kroatischer Persönlichkeiten, die in allen Teilen Kroatiens zu finden sind.

## Leben
Rendić begann bereits in jungen Jahren Steine zu bearbeiten, wobei er sich an den Arbeiten der dalmatinischen Insel Brač orientierte, auf der er aufgewachsen war. Bis 1871 besuchte er die Kunstschule in Venedig. Später arbeitete er im Fiorentiner Skulptur-Atelier. Den größten Teil seines Lebens verbrachte er in Triest, wo auch der größte Teil seiner Arbeiten entstand. Seine Werke wurden u. a. in Zagreb und Split ausgestellt.
Rendić war der erste bekannte Skulpturkünstler Kroatiens. Er führte seine Arbeiten im realistischen Stil mit naturalistischen Details aus. Im Laufe seines Lebens schuf Rendić über 200 Skulpturen.

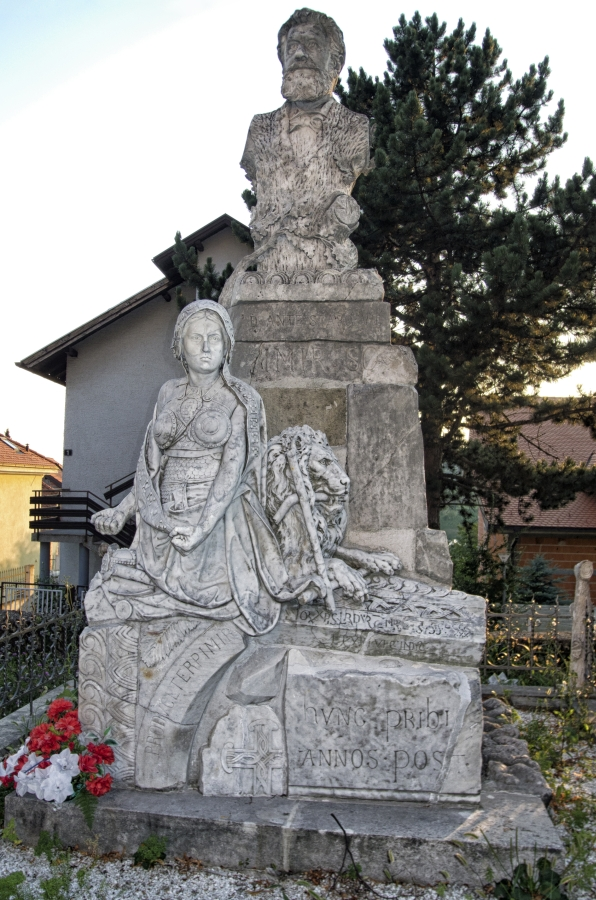
Rendićs Grabmal des Ante Starčević in Zagreb.

Zu seinen bekanntesten Werken zählen die Denkmäler von Andrea Schiavone, Giulio Clovio, Fran Krsto Frankopan, Ivan Gundulić, Nikola Jurišić und August Šenoa, Petar Preradović, Andrija Kačić Miošić, die in Zagreb aufgestellt sind. Sowie das Denkmal von Ljudevit Gaj in Krapina und das Grabmal des „Vater des Vaterlandes“ Ante Starčević.